# Gand-Wevelgem 1972
La 34e édition de Gand-Wevelgem a eu lieu le 12 avril 1972. La course est remportée par le Belge Roger Swerts (équipe Molteni) qui parcourt les 245 kilomètres en 5 h 50 min 0 s.

## Déroulement de la course
Cinq coureurs se présentent à l'arrivée à Wevelgem. Frans Verbeeck franchit le premier la ligne d'arrivée mais il est relégué par les juges à la cinquième place pour irrégularité dans son sprint donnant ainsi la victoire à Roger Swerts, équipier d'Eddy Merckx.

## Classement final
| Place | Coureur                | Équipe                 | Temps           |
| ----- | ---------------------- | ---------------------- | --------------- |
| 1     | Roger Swerts           | Molteni                | 5 h 50 min 00 s |
| 2     | Felice Gimondi         | Salvarani              | m.t.            |
| 3     | Eddy Merckx            | Molteni                | m.t.            |
| 4     | Antoine Houbrechts     | Salvarani              | m.t.            |
| 5     | Frans Verbeeck         | Watney-Avia            | m.t.            |
| 6     | Albert Van Vlierberghe | Ferretti               | à 48 s          |
| 7     | Walter Planckaert      | Watney-Avia            | m.t.            |
| 8     | Michel Périn           | Gan-Mercier-Hutchinson | à 1 min 10 s    |
| 9     | Wim Schepers           | Rokado                 | m.t.            |
| 10    | Yves Hézard            | Sonolor-Lejeune        | m.t.            |